# Marszałkowie ZSRR
Uzasadnienie: Niniejsze hasło nie zawiera żadnych dodatkowych informacji
Marszałkowie ZSRR – korpus osobowy w ZSRR.

## Skład
- marszałkowie;
- marszałkowie rodzaju wojsk;
- główni marszałkowie rodzaju wojsk;
- marszałkowie Związku Radzieckiego.